# Fútbol en los Juegos del Pacífico Sur de 1975
El fútbol fue uno de los deportes disputados en los Juegos del Pacífico Sur 1975, realizados en Guam. Tahití se llevó la medalla de oro, mientras que Nueva Caledonia obtuvo la medalla de plata y las Islas Salomón, la de bronce.

## Participantes
| Equipos participantes | Equipos participantes | Equipos participantes | Equipos participantes |
| --------------------- | --------------------- | --------------------- | --------------------- |
| Fiyi                  | Guam                  | Islas Salomón         | Nueva Caledonia       |
| Nuevas Hébridas       | Papúa Nueva Guinea    | Tahití                |                       |

## Primera ronda

### Grupo 1
| Equipo             | Pts | PJ | PG | PE | PP | GF | GC | Dif |
| ------------------ | --- | -- | -- | -- | -- | -- | -- | --- |
| Nueva Caledonia    | 6   | 3  | 3  | 0  | 0  | 11 | 2  | 9   |
| Tahití             | 4   | 3  | 2  | 0  | 1  | 7  | 5  | 2   |
| Nuevas Hébridas    | 2   | 3  | 1  | 0  | 2  | 4  | 6  | -2  |
| Papúa Nueva Guinea | 0   | 3  | 0  | 0  | 3  | 3  | 12 | -9  |

| Fecha       | Lugar |                    |                               | Resultado |                               |                    |
| ----------- | ----- | ------------------ | ----------------------------- | --------- | ----------------------------- | ------------------ |
| 2 de agosto | Guam  | Nuevas Hébridas    | Bandera de Francia            | 3:0       | Bandera de Papúa Nueva Guinea | Papúa Nueva Guinea |
| 2 de agosto | Guam  | Tahití             | Bandera de Polinesia Francesa | 0:3       | Bandera de Nueva Caledonia    | Nueva Caledonia    |
| 4 de agosto | Guam  | Papúa Nueva Guinea | Bandera de Papúa Nueva Guinea | 2:4       | Bandera de Polinesia Francesa | Tahití             |
| 4 de agosto | Guam  | Nueva Caledonia    | Bandera de Nueva Caledonia    | 3:1       | Bandera de Francia            | Nuevas Hébridas    |
| 6 de agosto | Guam  | Nuevas Hébridas    | Bandera de Francia            | 0:3       | Bandera de Polinesia Francesa | Tahití             |
| 6 de agosto | Guam  | Nueva Caledonia    | Bandera de Nueva Caledonia    | 1:5       | Bandera de Papúa Nueva Guinea | Papúa Nueva Guinea |

### Grupo 2
| Equipo        | Pts | PJ | PG | PE | PP | GF | GC | Dif |
| ------------- | --- | -- | -- | -- | -- | -- | -- | --- |
| Fiyi          | 3   | 2  | 1  | 1  | 0  | 12 | 1  | 11  |
| Islas Salomón | 3   | 2  | 1  | 1  | 0  | 6  | 2  | 4   |
| Guam          | 0   | 2  | 0  | 0  | 2  | 1  | 16 | -15 |

| Fecha       | Lugar |               |                          | Resultado |                          |               |
| ----------- | ----- | ------------- | ------------------------ | --------- | ------------------------ | ------------- |
| 2 de agosto | Guam  | Islas Salomón | Bandera de Islas Salomón | 5:1       | Bandera de Guam          | Guam          |
| 4 de agosto | Guam  | Fiyi          | Bandera de Fiyi          | 11:0      | Bandera de Guam          | Guam          |
| 6 de agosto | Guam  | Fiyi          | Bandera de Fiyi          | 1:1       | Bandera de Islas Salomón | Islas Salomón |

## Segunda ronda

### Semifinales
| Fecha       | Lugar |                 |                               | Resultado |                          |               |
| ----------- | ----- | --------------- | ----------------------------- | --------- | ------------------------ | ------------- |
| 7 de agosto | Guam  | Nueva Caledonia | Bandera de Nueva Caledonia    | 4:0       | Bandera de Islas Salomón | Islas Salomón |
| 7 de agosto | Guam  | Tahití          | Bandera de Polinesia Francesa | 3:0       | Bandera de Fiyi          | Fiyi          |

### Medalla de bronce
| Fecha       | Lugar |      |                 | Resultado |                          |               |
| ----------- | ----- | ---- | --------------- | --------- | ------------------------ | ------------- |
| 8 de agosto | Guam  | Fiyi | Bandera de Fiyi | 2:3       | Bandera de Islas Salomón | Islas Salomón |

### Final
| Fecha       | Lugar |                 |                            | Resultado |                               |        |
| ----------- | ----- | --------------- | -------------------------- | --------- | ----------------------------- | ------ |
| 9 de agosto | Guam  | Nueva Caledonia | Bandera de Nueva Caledonia | 1:2       | Bandera de Polinesia Francesa | Tahití |

| Bandera de Polinesia Francesa |
| Campeón Tahití                |
| Segundo título                |